# 富益町
富益町（とみますちょう）は、鳥取県米子市の町名。丁番を持たない単独町名である。2012年（平成24年）1月1日現在の人口は4,777人。郵便番号683-0103（米子郵便局管区）。本項では同地域にかつて所在した会見郡・西伯郡富益村についても述べる。

## 地理
市の北西部。弓浜半島の中央部東岸に位置する。東は日本海に面する。南東で夜見町、南西で彦名町、西で大崎、北西で和田町と隣接する。国道431号（産業道路）とJR西日本境線とが東南から西北に貫き、南端の夜見町との境界に弓ヶ浜駅が置かれており、施設の一部が町域内にあたる。また、この弓ヶ浜駅から東に向けて鳥取県道220号弓ヶ浜停車場線が延びており、夜見町との境界線上を走る。

## 歴史
元禄3年（1690年）10月 小篠津村（現・境港市）の与兵衛（会見郡の宗旨庄屋角与兵衛か？）が藩からこの地の払い下げを受けて開発を計画した。元禄6年（1693年）分譲地を買い受けた17戸が宝永5年（1708年）家を建て開拓を始めた。
内田孫兵衛（高松村）、重村又右衛門（上道村）、手島善四郎（境村）、安立忠三郎（上道村）、足達惣左衛門（新屋村）、黒見清兵衛（境村）、永見源兵（小篠津村）、河田嘉兵衛（上道村）、木村弥須兵衛（小篠津村）、井田善助（佐斐神村）、足立与次右衛門（上道村）、井田吉左衛門（佐斐神村）、木村五右衛門（小篠津村）、花井六兵衛（小篠津村）、木村甚右衛門（小篠津村）、足立市右衛門（竹内村）、安達伊右衛門（竹内村）らである。宝永6年（1709年）“富益村”と称した。

### 自治体としての沿革
- 1889年（明治22年）10月1日 - 町村制の施行により、会見郡富益村の区域をもって、会見郡富益村が発足する。
- 1896年（明治29年）4月1日 - 郡制の施行により、所属郡が西伯郡に変更。
- 1954年（昭和29年）6月1日 - 米子市に編入する。

## 苗字
- 境村手島氏

尼子の重臣亀井能登守の家臣に手島四郎三郎あり。四郎三郎戦死後、その一子は雲州本庄に逃れ、その後境村に転住。その末裔の他一族も境村に多い。
- 小篠津村“木村氏”

｢木村弥太郎…某氏に従て朝鮮に戦ひ感状を賜はる｣と『伯耆志』にあり、『日御崎神社縁起考』には出雲国富田より来住した尼子遺臣としている。
- 佐斐神村“井田氏”

## 商工業
- 明治時代当町の商工業者記録はほとんどないが、わずかに河田虎次郎の染物業、中島作平「朝利屋」の醤油醸造、松下金徳の呉服反物小売、角忠市の繭仲買・食料・雑貨商ぐらいのものである[3]。ところが大正5年（1916年）刊の「陰陽八郡一覧」には、富益村として、小売三十六、金貸三、宿屋一、木賃宿一、博労一、周旋屋一、製造六、職工十六、飲食店一、浴場一、運送六、理髪四と記されている[3]。

- 大正元年（1912年）『山陰実業名鑑』（綱島幸次郎編）によると、

|            | 地価額             | 所得税        | 営業税        | 住所   |  |
| ---------- | ------------------ | ------------- | ------------- | ------ |  |
| 長谷川忠六 | 三.〇〇一円 四五〇 | 六四円 一九〇 | 二九円 一〇〇 | 富益村 |  |
| 中島吉太郎 | 二.二七五円 四九〇 | 六八円 七五〇 | 四七円 七五〇 | 富益村 |  |
| 長谷川万蔵 | 一.八二二円 一二〇 | 六七円 四一〇 | 四三円 一五〇 | 富益村 |  |
| 矢倉壽久   | 八二六円 二二〇    | 一七円 七一〇 | 二三円 二九〇 | 富益村 |  |
| 湯浅幸雄   | 六九六円 三八〇    | 九円 〇二〇   |               | 富益村 |  |
| 永見甚太郎 | 六七九円 四六〇    | 六円 五八〇   | 九円 七五〇   | 富益村 |  |
| 足立財五郎 | 六六三円 三一〇    | 六円 五〇〇   |               | 富益村 |  |
| 河田虎次郎 | 五六七円 四二〇    | 六円 八〇〇   |               | 富益村 |  |
| 足立米四郎 | 五五九円 二四〇    | 六円 四二〇   |               | 富益村 |  |
| 井田傳四郎 | 五〇五円 二六〇    |               |               | 富益村 |  |
| 角徳市     | 四九五円 五八〇    |               |               | 富益村 |  |
| 木村傳吉   | 四九三円 六〇〇    | 六円 〇二〇   | 九円 〇三〇   | 富益村 |  |
| 足立市太郎 | 四六四円 二一〇    |               |               | 富益村 |  |
| 松本才五郎 | 四六〇円 六八〇    |               | 七円 九五〇   | 富益村 |  |
| 井田万四郎 | 四〇九円 八九〇    |               |               | 富益村 |  |
| 手島善四郎 | 三六四円 一八〇    |               |               | 富益村 |  |
| 佐々木博〇 | 三四八円 三一〇    |               |               | 富益村 |  |
| 井田信正   | 三四二円 〇一〇    |               |               | 富益村 |  |
| 長谷川〇市 | 三二〇円 七七〇    |               |               | 富益村 |  |
| 永見〇幣   | 三一一円 六六〇    |               |               | 富益村 |  |
| 手嶋遷禄   | 三〇四円 五七〇    |               |               | 富益村 |  |
| 本村常市   | 三〇一円 二四〇    |               |               | 富益村 |  |
| 井上さだ   |                    |               | 八円 一二〇   | 富益村 |  |

- 昭和初期の時点として判明したものは[4]、

足立宗信（日用雑貨・食料品）
足立豊栄（煙草小売）
永見元徳「はっとや店」（酒・菓子・食料品）
松下長四郎（塩・菓子・食料品・桑葉売買）
井田熊太郎（酒・食料品）
足立金広（煎餅製造）
足立のぼる（菓子・雑貨・煙草）
角忠市（酒・菓子・文房・質屋・繭仲買）
井上さだ（食料・雑貨）
足立秀秋（煙草）
湯浅（煙草・子供下駄・菓子）
中島作平（醤油醸造）
河田徳太郎（豆腐・油揚製造）
友森（同上）
木村忠寿（新聞取次）
角（宿屋兼煮売）
松本旅館
永見弁作（煮売）
角かのえ（同上）
木村繁明（同上）、その他煮売屋三軒

## 出身人物
- 佐々木泰寿（医師）
- 手島栄（官僚、政治家）
- 長谷川万蔵（政治家）
- 平岡等庵（医師）
- 武尊(格闘家K-1ファイター)

## 史料

### 富益邨元元祖塔碑銘（米子市富益町 富益神社）
富益の邨（むら）たる、諸邨より出づ。宝永戉子の春、諸邨の人移りて此に居する者十有七人。楚を抽（ぬ）き蕪を芟（か）りて爰（ここ）に農耕を事とし、星に行き夙（はやく）より服（はたら）き、日の力を窮めて継ぐに昏夜を以てし、閔々孜々（びんびんしし）として幹（はたら）くこと有らんと欲して年有り。地の瘠（や）せたるを以ての故に労を為すこと大甚（はなはだ）しきに功を済（な）し難（がた）く、夙夜懈（しゅくやおこた）らず。力を南畝に竭（つ）くし以て能（よ）く里を為（つく）る。
官名を賜ひて富益邨と曰ふ。今を距たること百年なり。其の人皆逝（ゆ）き、子孫各繁（おのおの）を以て、祖先の功の没して伝はらず、万世の後に以て信なからんことを恐る。
嗟夫（ああ）、霑体の労、抽楚の苦、以て一村を立つ。亦大なるかな。以て石に勒し後裔をして各々其の祖の勤労を知らしむべきこと、亦善からずや。銘を余に請ふ。余其の能く孝有るに感じ、以て之が銘を作る。銘に曰く、
於（ああ）、十七戸、以て一村を開く。功も亦偉なり。以て子孫に貽（のこ）す。千歳万祀、其の愈（いよいよ）繁からんことを期す。怠る忽（なか）れ、佚（いつ）する忽（なか）れ。王の元元なり。十七の祖霊、福を以て蘐（わするる）こと弗（な）し。
時に文化元年甲子秋九月 平岡子善撰

### 西伯郡の大地主
明治35年（1902年）2月の『鳥取県伯耆国一円地価所得税詳覧』によって、米子町を含む西伯郡の地価一万円以上の大地主をみると以下のとおりである。彼等は当時の経済的実力者で、その多くは、質屋を営み、銀行に投資し、商業に従事し、あるいは各種会社の役員を兼ねるなど多面的な経済活動をしていた。
米子・坂口平兵衛（七万二千八百一円）
三好栄太郎（五万六千二百六円）
名島嘉吉郎（四万七千六百七十七円）
益尾吉太郎（四万七千七百五十四円）
所子・門脇篤慶（三万六千八百十八円）
米子・松村吉太郎（三万六千百四十六円）
所子・門脇元右ェ門（三万三千七百一円）
日吉津・石原以波保（二万八千六百八十八円）
大幡・仲田兵一郎（二万七千六百七十八円）
米子・木村吉兵衛（二万四千五百九十六円）
大高・船越弥一郎（二万千三百三円）
渡・庄司廉（一万九千九百四十六円）
福米・本生芳三郎（一万八千二百二十一円）
逢坂・橋井富三郎（一万五千七百八十六円）
天津・植田豊三郎（一万五千七百八十六円）
米子・野坂茂三郎（一万五千七十八円）
御来屋・中川藤吉（一万四千百四十三円）
淀江・吹野三右ェ門（一万二千九百二十円）
米子・益尾徳次郎（一万二千二百三十九円）
富益・永見億次郎（一万千八百二十円）
米子・大谷房太郎（一万千六百二十六円）
境・荒木徳三郎（一万千二百七十八円）
庄内・国谷享（一万千九百円）
米子・杵村善市（一万千四十一円）
近藤ナオ（一万九百九十円）
法勝寺・千代清蔵（一万八百八円）
淀江・泉頭宇三郎（一万七百五十二円）
大幡・矢田貝平重（一万六百十五円）
大山・椎木多四郎（一万九十八円）
賀野・岡田平次郎（一万二千九百二十円）